# Commerce (Texas)
Commerce ist eine Stadt im Hunt County im US-Bundesstaat Texas in den Vereinigten Staaten. Das U.S. Census Bureau hat bei der Volkszählung 2020 eine Einwohnerzahl von 9090 ermittelt.

## Geographie
Die Stadt liegt im Nordosten des Countys sowie im Nordosten von Texas, ist im Norden etwa 50 Kilometer von Oklahoma entfernt und hat eine Gesamtfläche von 16,9 km².

## Geschichte
Der Beginn der Siedlung, damals mit dem Namen Cow Hill aufgrund der großen Rinderherden zwischen dem Middle Sulphur River und dem South Sulphur River, wird zurückgeführt auf J. H. "Si" Jackson, der 1864 hier einen Laden oder Handelsposten errichtete. 1870 gab es ein paar Häuser mehr sowie ein Postbüro und 1872 wurde die erste öffentliche Schule eingerichtet.
1885 wurde dem Ort, nunmehr mit 145 Einwohnern, Stadtrecht zugesprochen. 1887 bekam die Stadt durch die St. Louis Southwestern Railroad direkte Verbindung nach Texarkana, Sherman und Fort Worth.

## Demografische Daten
Nach der Volkszählung im Jahr 2000 lebten hier 7.669 Menschen in 2.881 Haushalten und 1.524 Familien. Die Bevölkerungsdichte betrug 456,9 Einwohner pro km2. Ethnisch betrachtet setzte sich die Bevölkerung zusammen aus 71,07 % weißer Bevölkerung, 20,78 % Afroamerikanern, 0,42 % amerikanischen Ureinwohnern, 2,59 % Asiaten, 0,21 % Bewohnern aus dem pazifischen Inselraum und 3,13 % aus anderen ethnischen Gruppen. Etwa 1,80 % waren gemischter Abstammung und 7,65 % der Bevölkerung waren spanischer oder lateinamerikanischer Abstammung.
Von den 2.881 Haushalten hatten 28,4 % Kinder unter 18 Jahre, die im Haushalt lebten. 35,0 % davon waren verheiratete, zusammenlebende Paare. 14,0 % waren allein erziehende Mütter und 47,1 % waren keine Familien. 36,1 % aller Haushalte waren Singlehaushalte und in 10,1 % lebten Menschen, die 65 Jahre oder älter waren. Die Durchschnittshaushaltsgröße betrug 2,27 und die durchschnittliche Größe einer Familie belief sich auf 3,02 Personen.
21,5 % der Bevölkerung waren unter 18 Jahre alt, 28,2 % von 18 bis 24, 26,3 % von 25 bis 44, 14,3 % von 45 bis 64, und 9,8 % die 65 Jahre oder älter waren. Das Durchschnittsalter war 25 Jahre. Auf 100 weibliche Personen aller Altersgruppen kamen 95,4 männliche Personen. Auf 100 Frauen im Alter von 18 Jahren und darüber kamen 94,3 Männer.

Das jährliche Durchschnittseinkommen eines Haushalts betrug 24.065 USD, das Durchschnittseinkommen einer Familie 37.284 USD. Männer hatten ein Durchschnittseinkommen von 26.389 USD gegenüber den Frauen mit 19.565 USD. Das Prokopfeinkommen betrug 14.444 USD. 22,9 % der Bevölkerung und 13,8 % der Familien lebten unterhalb der Armutsgrenze. Davon waren 24,4 % Kinder und Jugendliche unter 18 Jahren und 14,8 % waren 65 oder älter.

## Söhne und Töchter der Stadt
- Claire Lee Chennault (1890–1958), General und Pilot, der als Kommandant der Flying Tigers während des Zweiten Weltkriegs berühmt wurde
- Maxwell Henry Gluck (1899–1984), Diplomat, Botschafter der Vereinigten Staaten in Ceylon